# Bernard Bosanquet
Bernard Bosanquet (Rock Hall, Northumberland, 14 de juny de 1848 − Londres, 8 de febrer de 1923), va ser un filòsof i teòric polític anglès, que va influir en matèria de polítiques socials al pas del segle xix al xx al Regne Unit.
Es va educar a l'escola Harrow i al Col·legi Balliol, a Oxford. Després de la seva graduació, va ser triat becari a la Universitat d'Oxford, elecció que va rebutjar per dedicar-se a la investigació filosòfica. Es va mudar a Londres el 1881, on va ser membre actiu de la Societat Ètica de Londres i la Charity Organisation Society. Ambdues afiliacions demostraven ja l'ètica filosòfica de Bosanquet.
Va publicar textos sobre un ampli conjunt de temes, com a lògica, metafísica, estètica i política. En metafísica és recordat com un representant clau de l'idealisme absolut al costat a F. H. Bradley, si bé aquest es referia a aquests conceptes com «filosofia especulativa».
Bosanquet va ser un dels líders de l'anomenat moviment neohegelià al Regne Unit. Va rebre fortes influències dels antics filòsofs grecs Plató i Aristòtil, però també dels filòsofs alemanys Hegel i Kant.
Entre els seus treballs més coneguts es troben «La teoria filosòfica de l'Estat» (1899) i les seves Conferències Gilford: «El principi de la individualitat» i el valor i «Valor i destinació de la individualitat», publicades el 1912 i 1913 respectivament.